# Mentac
Mentac es un personaje ficticio de la Marvel Comics creado por Bob Layton y Brett Breeding. Su primera aparición fue en el cómic X-Factor Annual#1 en 1986.

## Historia del Personaje
Muy poco es sabido sobre la vida de Mentac, el único antecedente que tenemos sobre él es que nació en algún lugar de Rusia y que era un mutante, o sea que nació con superpoderes. Esto al igual que a todos los de su clase en el Universo Marvel seguramente provocó que sufriera de Discriminación.
La primera vez que Mentac apareció en un cómic era parte de una célula de mutantes dirigida por Fe Ciega (Blind Faith). El [grupo], apoyado por el Hombre de Hielo, atacó una facilidad donde Doppelganger estaba realizando experimentos con jóvenes mutantes. Mentac ayudó en la misión utilizando sus poderes para encontrar el punto más débil del lugar por donde el grupo pudo atacar y rescatar a los prisioneros.
En su segunda aparición Mentac y su grupo se había unido a otros héroes soviéticos en Siberia cuando fueron atacados por el guerrero cibernético Firefox, este disparó a Mentac en la pierna, impidiéndole escapar junto a él, resto de los mutantes y acercándosele le pidió que calculara sus posibilidades de que el y otro amigo también capturado vivieran ese día, Mentac dijo que su posibilidad de morir era 100%, Firefox respondió que había acertado a la mitad y le disparó en la cabeza dejando a su compañero vivo para interrogarlo.

## Poderes
- Rayos láser.

- Datos: Q6010325